# Seča Reka
Seča Reka (en serbe cyrillique : Сеча Река) est un village de Serbie situé dans la municipalité de Kosjerić, district de Zlatibor. Au recensement de 2011, il comptait 719 habitants.
Seča Reka est l'un des villages les plus touristiques de la municipalité de Kosjerić.

## Géographie
Seča Reka est située à 7 km de Kosjerić au pied de la colline Grad, à une altitude comprise entre 480 et 550 m. Le territoire du village est traversé par la rivière Sečica.

## Histoire
Le village possède une église en bois dont l'origine remonte au XVe siècle ; dans son état actuel, l'église date de 1812 et elle est classée sur la liste des monuments culturels de Serbie.

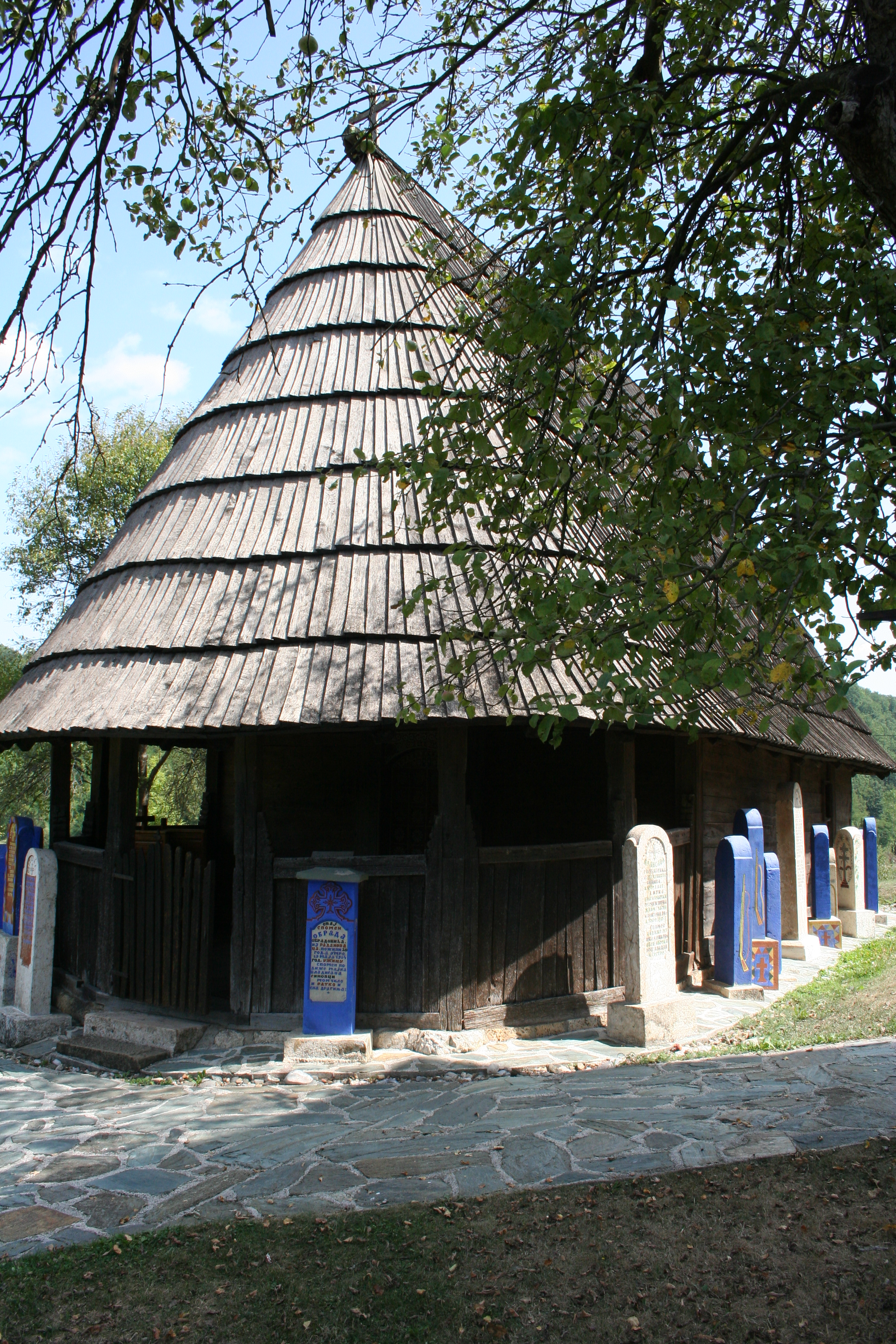
L'église en bois de Seča Reka.

## Démographie

### Évolution historique de la population
| 1948  | 1953  | 1961  | 1971  | 1981  | 1991  | 2002 | 2011 |
| ----- | ----- | ----- | ----- | ----- | ----- | ---- | ---- |
| 1 484 | 1 596 | 1 518 | 1 301 | 1 217 | 1 086 | 853  | 719  |

|  |

## Culture
Chaque année, Seča Reka accueille une manifestation folklorique appelée les Jours de Čoban (en serbe : Čobanski dani) ; les costumes, les danses et la cuisine traditionnels y sont mis à l'honneur.

## Tourisme
Le village de Seča Reka, situé dans une région vallonnée a remporté le prix de la Fleur du tourisme (en serbe : Turističk cvet). Il offre quelques possibilités d'hébergement chez l'habitant. La rivière Sečica est particulièrement poissonneuse, notamment en truites, et les environs offrent également des possibilités pour la chasse.